# Bertrand Warusfel
 (juin 2022).
Bertrand Warusfel est professeur à l'université Paris 8, avocat au barreau de Paris et vice-président de l'Association française de droit de la sécurité et de la défense (AFDSD). 

## Biographie et travaux
Diplômé de l'Institut d'études politiques de Paris, docteur d’État en droit (avec une thèse sous la direction du professeur Bernard Chantebout à l'université Paris V), Bertrand Warusfel est agrégé des facultés de droit. 
Croisant la recherche universitaire avec une expérience de praticien du droit (comme avocat inscrit au barreau de Paris), ses travaux se situent principalement à la charnière entre le droit public et le droit privé et autour des questions de droit de la sécurité, de l’information et de l’immatériel.
Au-delà de son expertise particulière en droit public de la défense et de la sécurité, il intervient également dans les domaines de la propriété industrielle et du droit des nouvelles technologies et du numérique. 
Il a travaillé successivement dans plusieurs équipes de recherches : le Centre Droit et Défense de l'université Paris V (dont il a été le directeur-adjoint), le Centre de recherches Droits et perspectives du droit (CRDP, université de Lille). Il est actuellement membre du Centre de recherches juridiques de Paris 8 (CRJP8) et chercheur associé à l'Institut de recherches en propriété intellectuelle (IRPI, université Paris 2). Fondateur et vice-président de l'AFDSD, il est également membre du Groupe français de l'Association Internationale pour la protection de la propriété intellectuelle (AIPPI) où il a fondé la commission consacrée au secret des affaires.
Il a été membre du Conseil supérieur de la propriété industrielle (entre 1996 et 2001).
Il enseigne à l'université Paris 8 le droit du numérique, le droit des brevets ainsi que celui des libertés fondamentales. Il intervient également à la faculté de droit de l'université de Paris (droit de la sécurité numérique jusqu'en 2021, séminaire sur les polices administratives) et a également en charge un enseignement en droit de la sécurité nationale aux universités de Paris II et de Lille.
En 2021, il est devenu membre de la commission « Les Lumières à l'ère numérique », chargée de proposer « une série de propositions concrètes dans les champs de l'éducation, de la régulation, de la lutte contre les diffuseurs de haine et de la désinformation » (dite également Commission Bronner, du nom de son président, le Pr Gérald Bronner de l'université de Paris).

## Publications
Bertrand Warusfel est membre du comité de rédaction de la Revue Propriétés Intellectuelles ainsi que la revue Les cahiers de la sécurité et de la justice (publiée sous les auspices de l'INHESJ, puis désormais de l'IHEMI). 
Il publie régulièrement des articles ou des ouvrages dans ses domaines de compétence. S’agissant des questions de défense et de sécurité nationale, il a publié l'ouvrage Contre-espionnage et protection du secret - histoire, droit et organisation de la sécurité nationale en France,, issu de sa thèse de doctorat d’État et dirigé Le renseignement français contemporain - Aspects juridiques et politiques.  
Plus récemment, il a co-dirigé deux ouvrages collectifs : Transformations et réformes de la sécurité et du renseignement en Europe, Presses universitaires de Bordeaux, 2016 (avec Sébastien-Yves Laurent, université de Bordeaux) et Le droit du renseignement,  Académie du renseignement / La Documentation française, 2020 (avec Olivier Forcade de l'université Sorbonne Université).  
Il a publié par ailleurs différents articles sur la notion juridique de « sécurité nationale », concept dont il a été l’un des premiers commentateurs et auquel il consacre un enseignement de master 2 (aux universités de Paris 2 et de Lille). Il a synthétisé son approche de cette question dans un article publié par la revue Les champs de Mars, publié par l'IRSEM et dénommé « Construire un droit démocratique de la sécurité nationale ».  
Dans le domaine des nouvelles technologies et du numérique, il a été en 1991 co-auteur (avec Jean-Baptiste de Boissière) de l'ouvrage La nouvelle frontière de la technologie européenne. Il a été également le précurseur des travaux en matière d'intelligence juridique. 
En 2001, il a publié La propriété intellectuelle et l'Internet,, et depuis 2004, il est co-auteur de l'ouvrage de référence Lamy Droit du numérique (anciennement Lamy Droit de l'informatique) dirigé par Michel Vivant.  
Participant de manière active au débat public sur différents dossiers juridiques, il a récemment publié avec les Pr. Olivier Forcade et Sébastien-Yves Laurent une tribune critiquant les nouvelles règles applicables à la communicabilité des archives classifiées ainsi qu'un article critique paru dans la revue Esprit sur le même sujet.